# Lagman
A lagman (kazak: лағман; üzbég: lagʻmon, ujgur: لەغمەن, leghmen; kirgiz: лагман) közép-ázsiai tésztaétel, hússal és zöldségekkel.
A török nyelvekben a szavak általában nem kezdődnek l betűvel, ezért a lagman feltételezhetően kölcsönzött szó, valószínűleg a kínai lamienből vezethető le, mely hasonló tésztaételt jelöl; az elkészítése és a feltétek azonban jellegzetesen közép-ázsiaiak.
Népszerű étel többek között Kirgizisztánban és Kazahsztánban, ahol az ujgurok és a dunganok nemzeti ételének számít. Ugyancsak kedvelik Üzbegisztánban, Tádzsikisztán és Északkelet-Afganisztán területein, valamint Pakisztán egyes részein, ahol kalli illetve dau dau néven ismerik. A krími tatár konyhaművészet is átvette az ételt az üzbégektől.

## Fordítás
- Ez a szócikk részben vagy egészben  a   Laghman (food) című angol Wikipédia-szócikk fordításán alapul.  Az eredeti cikk szerkesztőit annak laptörténete sorolja fel. Ez a jelzés csupán a megfogalmazás eredetét és a szerzői jogokat jelzi, nem szolgál a cikkben szereplő információk forrásmegjelöléseként.